# Direktorenwohnhaus

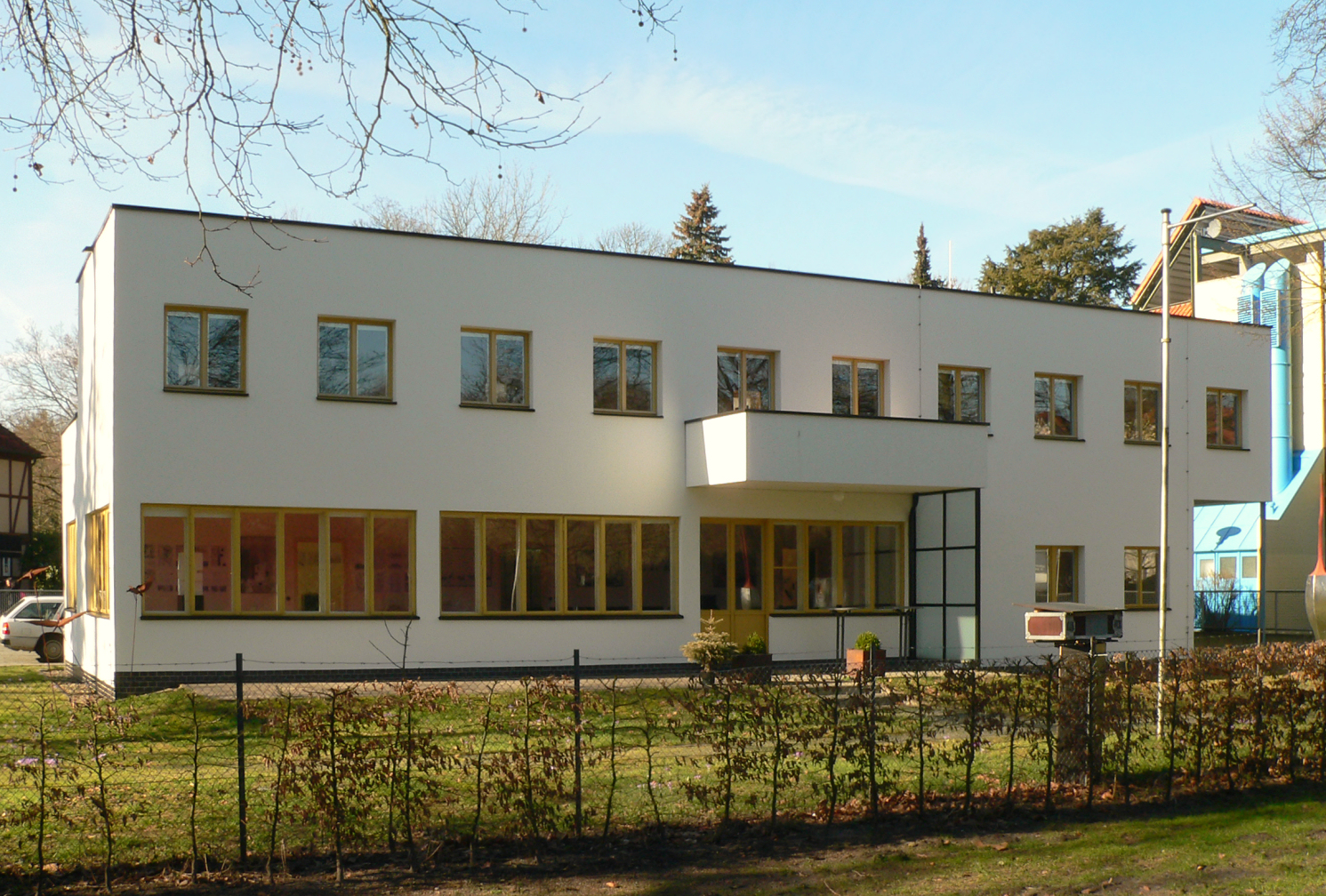
Direktorenwohnhaus vom Französischen Garten gesehen

Das Direktorenwohnhaus ist ein Gebäude im Stil des Neuen Bauens in Celle in Niedersachsen. Es wurde 1930 nach den Plänen des Architekten Otto Haesler als Wohnhaus für den Direktor des nahe gelegenen Gymnasiums Ernestinum erbaut. Das heute unter Denkmalschutz stehende Gebäude wird seit 2006 als Kunstgalerie genutzt.

## Architektur

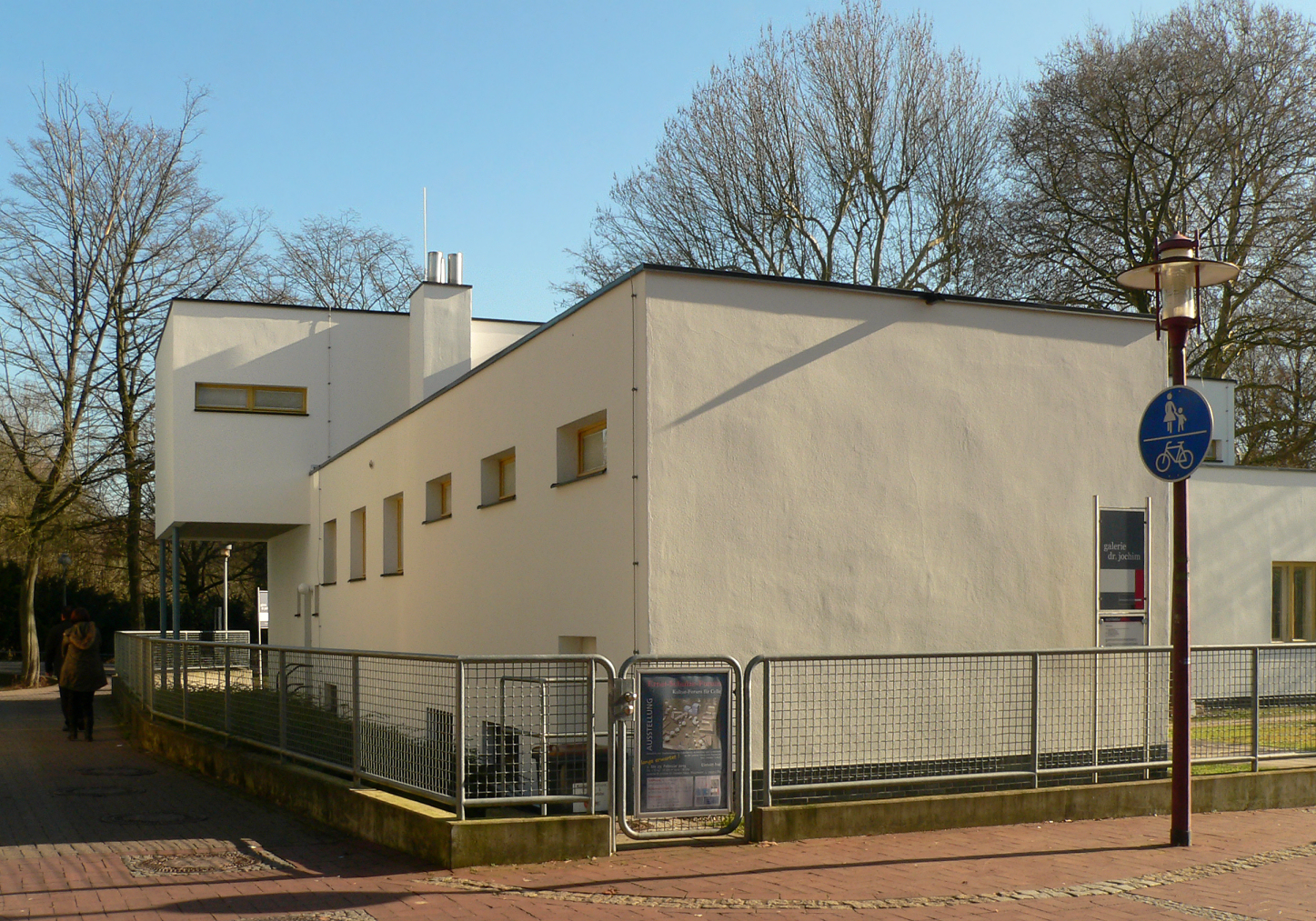
Nordseite mit dem Wirtschaftstrakt

Das Direktorenwohnhaus wurde auf dem früheren Kinderspielplatz in der nordwestlichen Ecke des Französischen Gartens in Stahlskelettbauweise errichtet. Es ist ein Flachdachbau auf L-förmigem Grundriss mit einem Wohn- und einem Wirtschaftstrakt und einer Nutzfläche von 420 m², anderen Quellen zufolge 350 m². Der zweigeschossige Wohntrakt ist in Nordsüd-Richtung parallel zum Straßenverlauf ausgerichtet. Er hat im Erdgeschoss eine Geschosshöhe von 3,50 Meter und ist im Obergeschoss 2,70 Meter hoch. An der Nordseite ist der Wohntrakt auf zwei Stützen aufgeständert. Dort setzt im rechten Winkel der eineinhalbgeschossige Wirtschaftstrakt an, der über einen Nebeneingang verfügt. Das halbe Geschoss ist ein nur 1,50 Meter tief in die Erde hineinragender Keller, da der Grundwasserstand eine tiefere Unterkellerung nicht zuließ. Im Schnittpunkt von Wohn- und Wirtschaftstrakt liegt das durch ein großes Fensterband belichtete Treppenhaus.
Die Ostseite des Gebäudes zum Park hat eine glatte Front mit einer Fensterreihe und einer davor liegenden Terrasse. Ein plastisches Element ist der aufgeständerte kastenförmige Balkon.

## Geschichte
Bauherr für das Direktorenwohnhaus war das Preußische Hochbauamt, so dass es für Otto Haesler der erste Staatsbau war. Bis 1954 wurde das Gebäude seinem ursprünglichen Zweck entsprechend als Wohnhaus für Direktoren und Mitarbeiter des Gymnasiums Ernestinum genutzt. Anschließend bezog es der DGB und zeitweise war das städtische Standesamt darin untergebracht. Ab 1972 wurde das Gebäude als Jugendzentrum unter der Bezeichnung „Magnushütte“ genutzt.
Anfang der 1980er Jahre gab es Pläne, das zu diesem Zeitpunkt unansehnlich gewordene Direktorenwohnhaus abzureißen, um wegen des Parkplatzmangels ein Parkhaus in Innenstadtnähe zu errichten. Die Pläne wurden 1983 fallen gelassen. Im Jahr 2005 kam es zu einer umfassenden denkmalgerechten Sanierung, bei der die Farbigkeit rekonstruiert wurde.

## Architekturgeschichtliche Einordnung
Das Direktorenwohnhaus aus rechtwinklig ineinander geschobenen Kuben, die ihre Form nur der Funktion zu verdanken haben, ist charakteristisch für Einzelbauten im Stil des Neuen Bauens in den 1920er Jahren. Das Direktorenwohnhaus zählt mit dem Rektorwohnhaus zu den wenigen Gebäuden, die Otto Haesler in der Zeit der Weimarer Republik als Einzelwohnhaus errichtete. Er sah das Einfamilienhaus wegen der hohen Kosten im Vergleich mit dem Mehrfamilienhaus als unwirtschaftlich an und lehnte es ab, da es seiner Auffassung nach unter den damaligen Verhältnissen wirtschaftlich und volkswirtschaftlich nicht in Übereinstimmung zu bringen war.